# Studnia Patriarchów

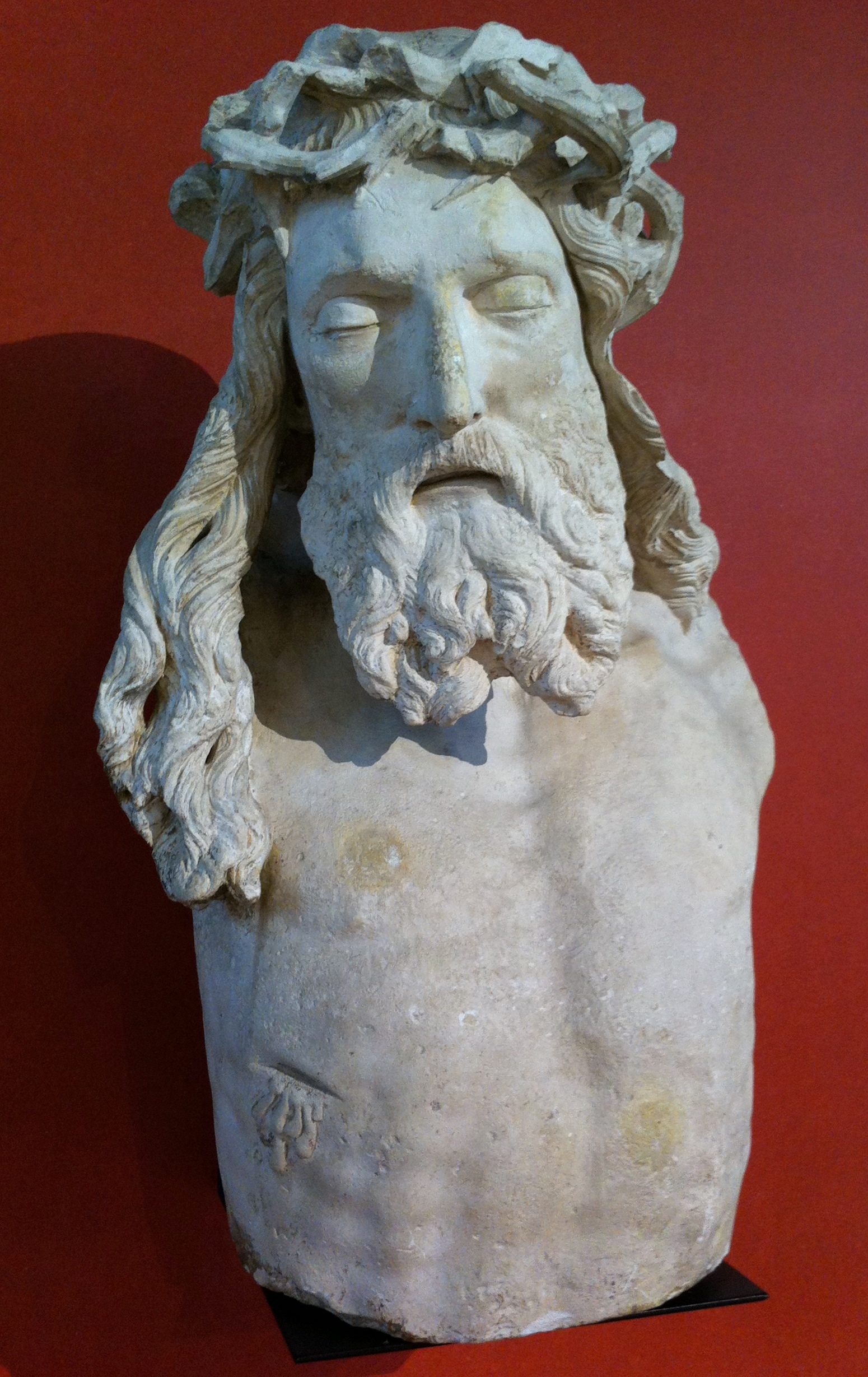
Chrystus. Zachowany fragment krucyfiksu wieńczącego niegdyś Studnię Patriarchów

Studnia Patriarchów, znana również jako Studnia Mojżesza (fr. Puits de Moïse) – studnia-fontanna w stylu gotyckim usytuowana w dawnej kartuzji Champmol koło Dijon, w Burgundii we Francji (obecnie na terenie miasta Dijon, w Centre Hospitalier Spécialisé de la Chartreuse). Dzieło to zostało wykonane w latach 1395–1404 przez Clausa Slutera i Clauxa de Werve'a, niderlandzkich rzeźbiarzy działających na dworze książąt burgundzkich. Wczesny przykład nurtu realistycznego rzeźby gotyckiej przełomu XIV i XV wieku. 

## Dzieje
Zleceniodawcą dzieła był książę Burgundii Jan bez Trwogi, syn Filipa Śmiałego, który zainicjował budowę kartuzji Champmol jako miejsca pochówku dla książąt burgundzkich. W tym klasztorze działali liczni artyści m.in. malarze: Melchior Broederlam, Henri Bellechose, Jean Malouel i rzeźbiarze: Jacques de Baerze, Claus Sluter, Claux de Werve. Dwaj ostatni są twórcami monumentalnej studni usytuowanej na terenie dziedzińca kartuzji, która pierwotnie była zwieńczona kamiennym krucyfiksem i najprawdopodobniej figurami Marii, Jana Ewangelisty i Marii Magdaleny, razem tworzących Grupę Ukrzyżowania. Według zachowanych rachunków studnię budowano etapami; wpierw wzniesiono konstrukcję architektoniczną, następnie Grupę Ukrzyżowania na zwieńczeniu, a w ostatniej fazie figury proroków. Do XVII wieku Studnia Patriarchów stała na otwartej przestrzeni dziedzińca, a po huraganie, który spowodował jej uszkodzenia, umieszczona została w heksagonalnej kaplicy. Figury zwieńczenia zostały zniszczone podczas rewolucji francuskiej w 1791 roku. Zachował się do dziś jedynie fragment krucyfiksu – głowa i część torsu Chrystusa, prezentowany obecnie w Musée Archéologique w Dijon.
W 2004 roku ukończona została gruntowna konserwacja Studni i od tego czasu jest ona dostępna dla zwiedzających. Znajduje się ona wewnątrz wspomnianej XVII-wiecznej kaplicy, a oglądający – dzięki podestowi, który ją otacza – mają możliwość obejrzenia jej ze wszystkich stron. 

## Wygląd
Studnia Patriarchów ma plan foremnego sześcioboku. W obecnym stanie składa się z cokołu i trzonu zwieńczonego gzymsem oraz niskim dachem. Na trzonie znajduje się sześć niemal pełnoplastycznych figur starotestamentowych: Mojżesza, Dawida, Jeremiasza, Zachariasza, Daniela i Izajasza. Ich imiona, napisane gotycką minuskułą, znajdują się w dolnej partii trzonu, pod konsolami ozdobionymi motywami roślinnymi. Na narożnikach znajdują się smukłe kolumienki zwieńczone kapitelami z bogatą dekoracją roślinną. Powyżej kapiteli stoją figury aniołów wykonujących gest ukłonu, które w górnej części są oparte na gzymsie wieńczącym. 
Prezentowana w Musée Archéologique w Dijon fragmentarycznie zachowana figura Chrystusa jest pełnoplastyczna. Niemal w całości zachowała się głowa wraz z koroną cierniową.

## Analiza
Studnia Patriarchów jest wczesnym przykładem nurtu realistycznego w późnym gotyku, który upowszechnił się w Burgundii i w Niderlandach, a następnie w całej Europie w XV wieku. Czas wykonania dzieła zbiega się z dominującym w większości krajów europejskich stylem pięknym, natomiast rzeźby Clausa Slutera i jego siostrzeńca Clauxa de Werve'a są w znacznym stopniu niezależne od dominującej na kontynencie tendencji stylowej. Poświadcza o tym wyeksponowanie naturalnych emocji i temperamentów, naturalizm w ukazaniu rysów twarzy z mocnym uwzględnieniem symptomów starości. 
Pierwotnie studnia była polichromowana i przemalowana w XVII wieku. Do dziś pierwotna kolorystyka zachowała się w niewielkich fragmentach, jednakże dzięki konserwacji resztek polichromii możliwe jest jej odtworzenie. Cechowała się ona bogatą gamą barw z przewagą tonacji błękitnych, czerwonych (kostiumy postaci), a przede wszystkim złocistych i żółtych (tła i elementy dekoracyjne). Studnia łączy elementy architektury, rzeźby i malarstwa i sprawia wrażenie zmonumentalizowanego relikwiarza. Forma studni ma także konotacje ze sztuką dworską, ze względu na podobieństwa do fontann stołowych zdobiących wystrój sal, w których odbywały się uczty i inne dworskie ceremonie. 
Forma Studni Patriarchów (w swoim pierwotnym kształcie) była ściśle powiązana z treściami. Wieńcząca niegdyś całość Grupa Ukrzyżowania nawiązywała do przedstawień Kalwarii, co z połączeniu ze studnią symbolizuje Ofiarę Chrystusa jako źródła wody żywej (fons vitae), którą zapowiedzieli w Starym Testamencie prorocy-patriarchowie. Poprzez rozmaite, lecz w pełni świadome gesty, prorocy i aniołowie nakłaniają odbiorcę do kontemplacji poprzez obejście studni wkoło, a następnie adorację Chrystusa Ukrzyżowanego będącego axis mundi (stąd też studnia umieszczono dokładnie pośrodku dziedzińca dawnej kartuzji). Jest to zgodne z mottem zakonu Kartuzów Stat crux duum volvitur orbis (pol. „Krzyż stoi [niewzruszenie], podczas gdy świat kręci się [i zmienia]”). Ikonografia i treści studni nawiązują do napisanego w latach 1348-1368 Meditationes Vitae Christi pióra Ludolfa z Saksonii, również zakonnika reguły św. Brunona, działającego w Nadrenii. 

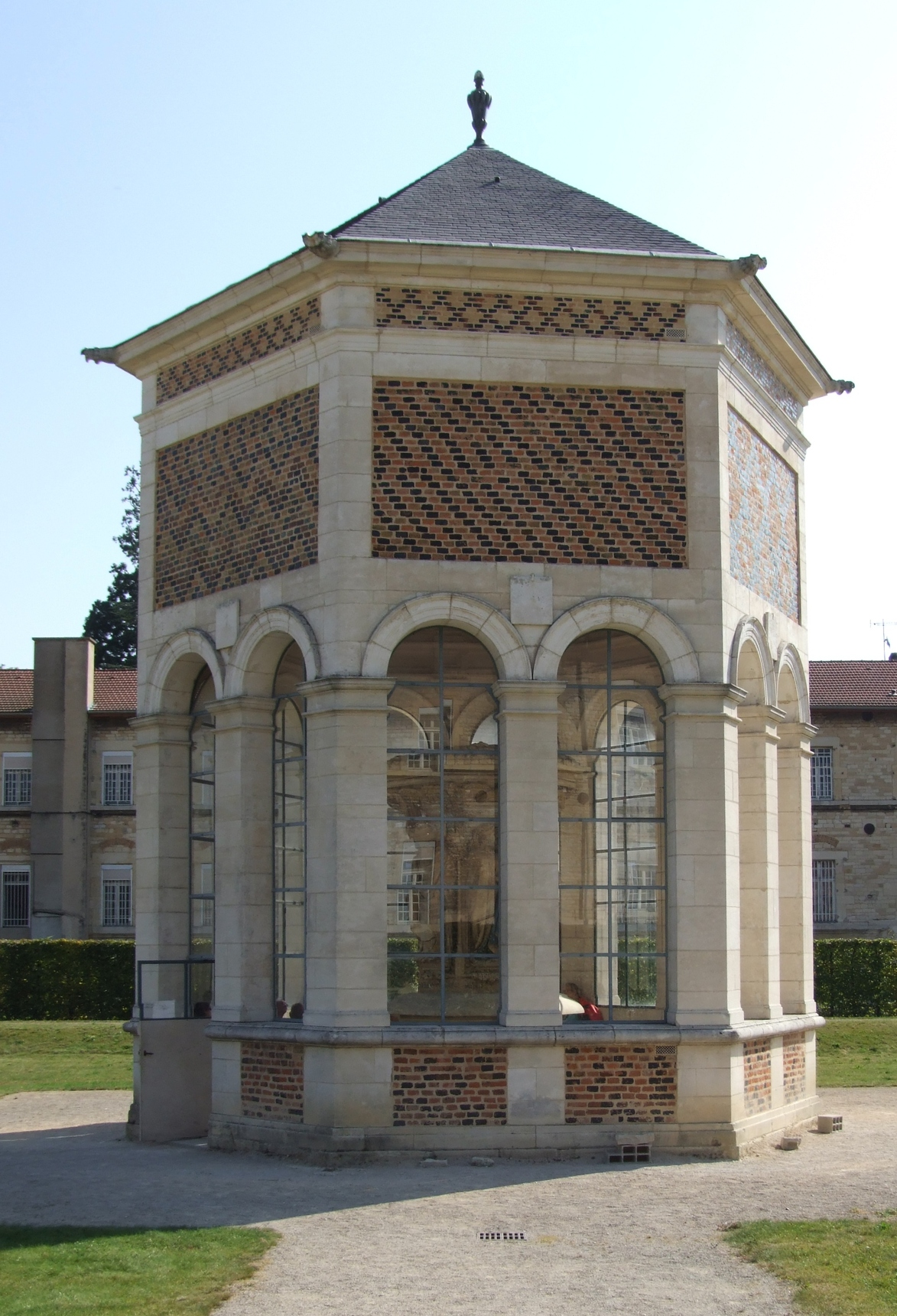
Widok kaplicy Studni Patriarchów
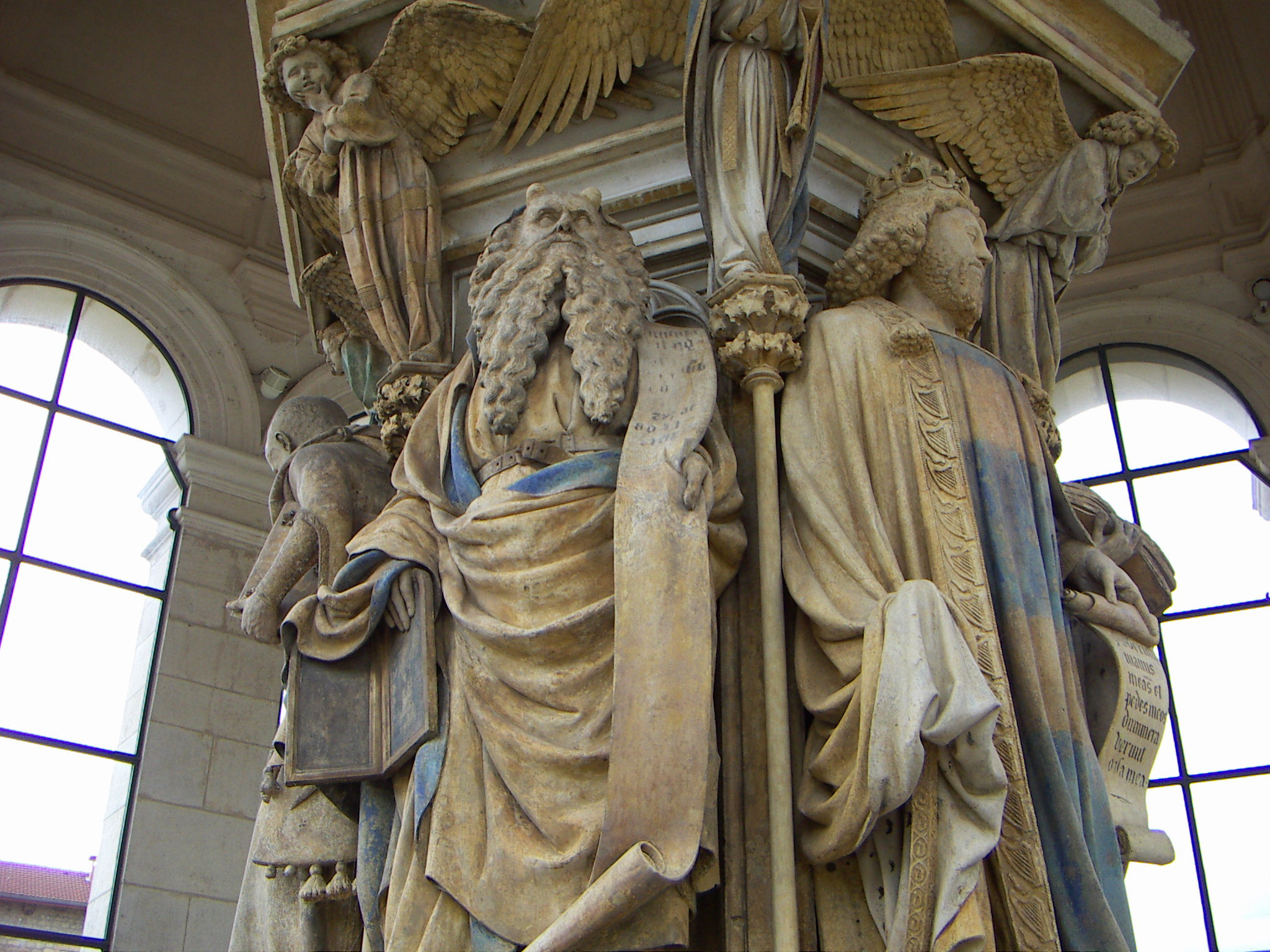
Mojżesz i Dawid
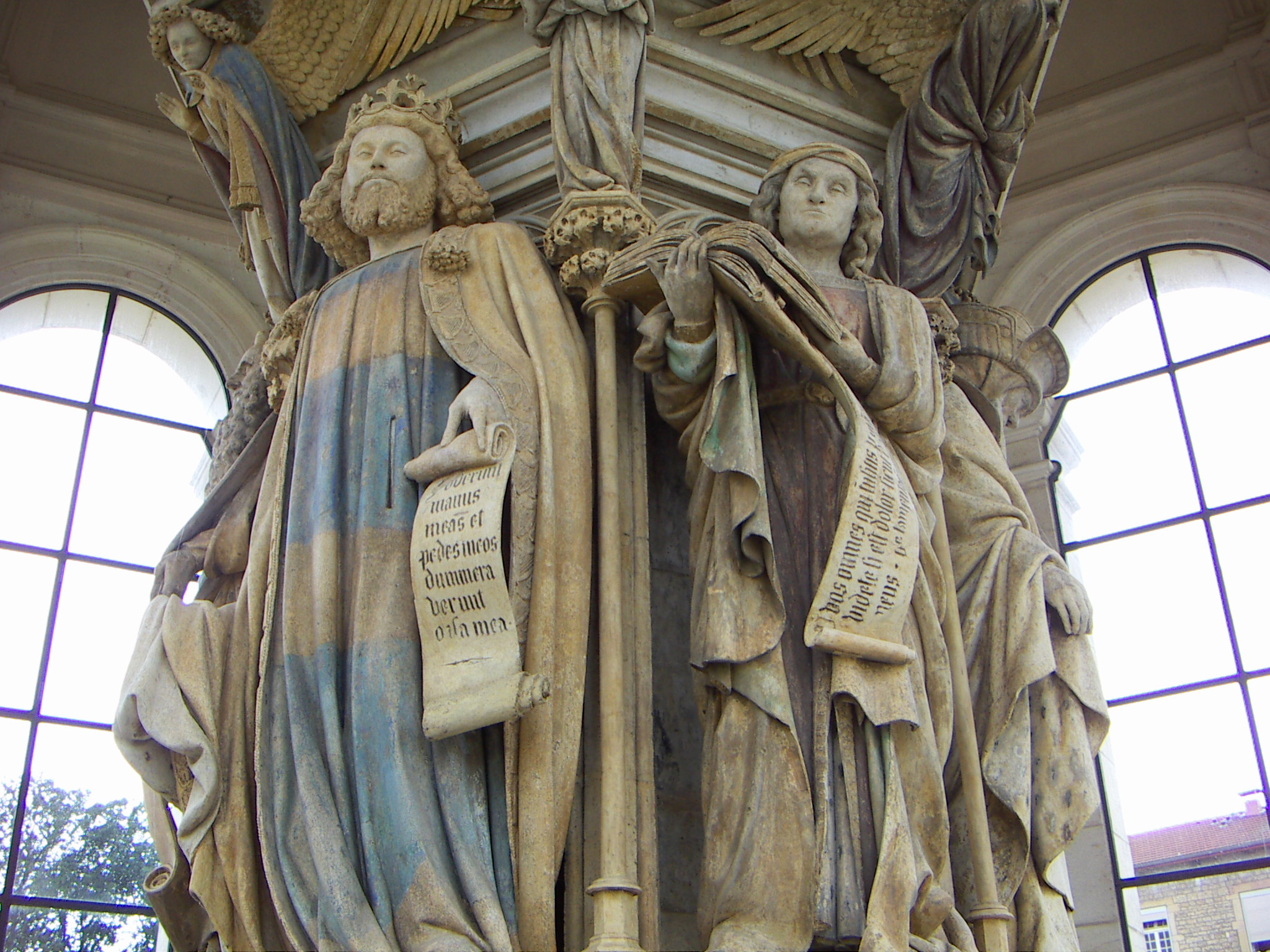
Dawid i Jeremiasz
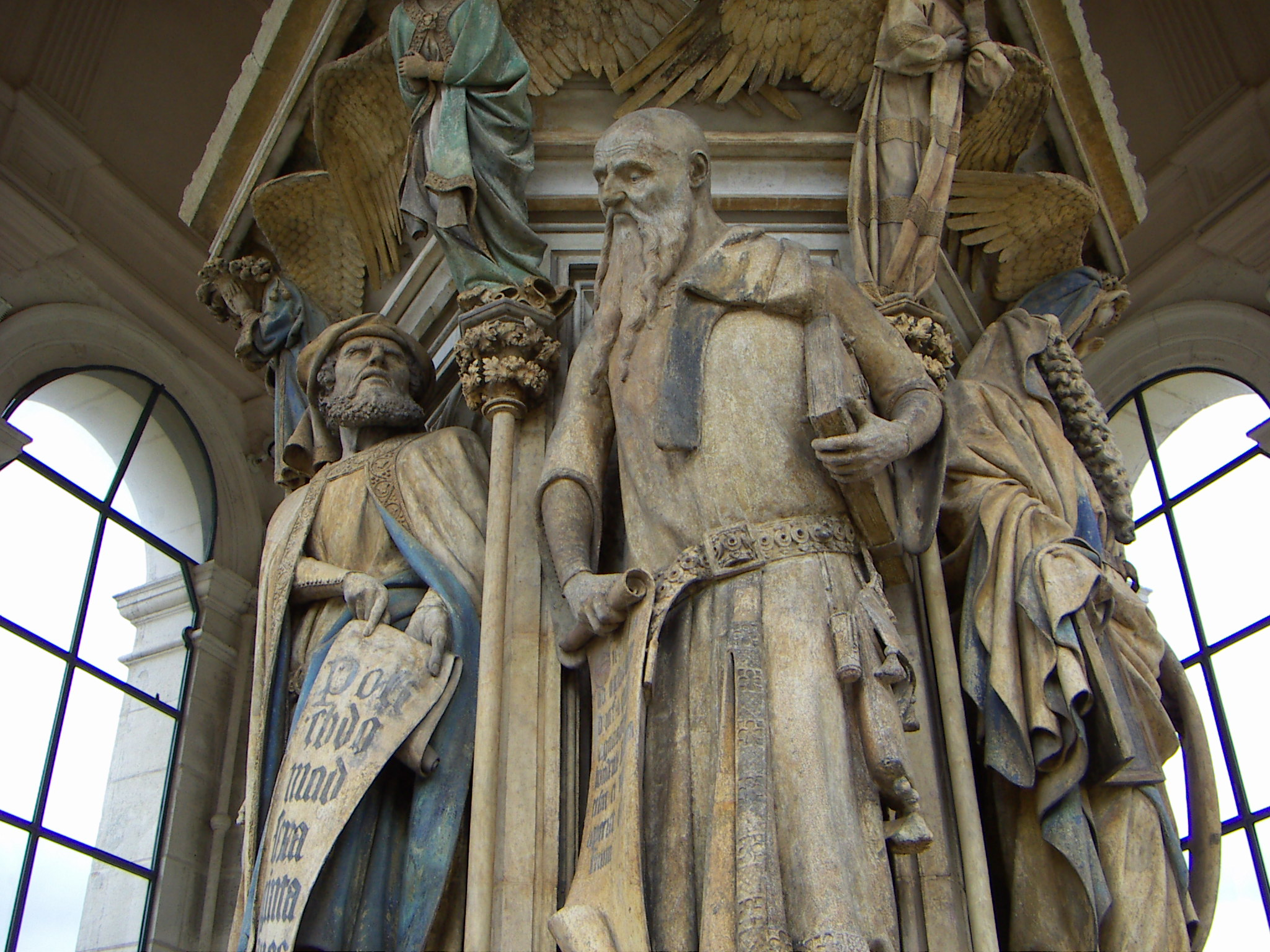
Daniel i Izajasz